# Абержеман, Гийом де Лабом
Гийом де Лабом (фр. Guillaume de la Baume; ум. 1360), сеньор д'Абержеман — французский и савойский государственный деятель.

## Биография
Сын Этьена II де Лабома, великого магистра арбалетчиков Франции, и Аликс де Шатийон, дамы де Монревель.
Сеньор д'Обонн, де Монфлёр, д'Аринтос, де Трамле, де Колиньи-ле-Нёф, де Жемильё и де Монтаньи-ле-Танлье. По мнению Самюэля Гишнона и отца Ансельма, был одним из наиболее выдающихся представителей дома де Лабом.
Воспитывался во Франции. 18 августа 1345 коннетабль Франции граф Рауль д'Э принял Гийома на службу в свой дворец, положив ему пожизненный пенсион в 200 ливров с земель в Во и Вальроме. Жалованной грамотой, данной в Венсенском лесу 14 декабря 1345, был назначен советником и камергером короля Филиппа VI.
В 1346 году с тремя рыцарями и 25 оруженосцами находился на службе у герцога Нормандского, и также получил от принца пожизненный пенсион в 200 ливров ренты, в благодарность за службу на войне во Фландрии, Бретани и Гаскони. Позднее сумма была увеличена ещё на сто ливров, грамотой, данной в палатке между Эгийонским мостом и Тонненом, и утверждённой королём 1 ноября.
По возвращении в Савойю был назначен опекуном и воспитателем будущего «Зелёного графа» Амедея VI, после того как умер Луи II Савойский, сеньор де Во, определённый на эту должность вместе с графом Амедеем III Женевским по завещанию Аймона Тихого. Государственный совет Савойи принял решение о назначении Гийома де Лабома как по причине старинной вражды графов Женевских с Савойским домом, так и в силу репутации этого сеньора, считавшегося «одним из мудрейших рыцарей всей Галлии». Фактически де Лабом возглавлял правительство Савойи в период малолетства Амедея VI.
После смерти короля Роберта Неаполитанского и перехода власти к Джованне I савойцы воспользовались слабостью нового правительства и возобновившейся в Пьемонте борьбой гвельфов и гибеллинов для попытки захвата анжуйских владений в регионе. Армия Жака Пьемонтского, князя Ахейского, и Гийома де Лабома, вступила в Пьемонт и путём переговоров с недовольными овладела Кьери, а затем после недолгой осады взяла Мерль.
После этого Гийом от имени Зелёного графа заключил брачный контракт с Жанной Бургундской, дочерью Филиппа Бургундского, графа д'Артуа, и графини Жанны Булонской. Принцесса прибыла в Савойю, но по каким-то причинам брак не был консуммирован.
Около этого времени валезане изгнали из своей области епископа Сьона Эдуарда Савойского, и Зелёный граф выступил в поход для восстановления прав своего родственника. В экспедиции участвовали Гийом де Лабом и многие грансеньоры Савойи, Бресса и Бюже.
Был одним из свидетелей при заключении брака между Бланкой Савойской и Галеаццо II Висконти.
После отказа Юга Женевского принести оммаж, Зелёный граф оккупировал баронию Жекс, что привело к конфликту с дофином Вьенским. Умберт II вторгся в Савойю, произвёл сильное опустошение, затем Амедей VI нанёс ответный удар, предприняв экспедицию в Дофине. Гийом де Лабом командовал одним из отрядов. Встретив некоторое число дофинуазцев у места, называемого Лез-Арбе, он полностью разгромил противника, никого не оставив в живых. Отправившись осаждать Ла-Басти-де-Бель-Марш, граф оставил армию Гийому; после взятия замка был осаждён Ла-Тур-дю-Пен.
Дофин отправился во Францию для заключения договора о передаче Дофине и ещё нескольких сеньорий французскому наследнику, и Амедей направил Гийома в Париж, в надежде на то, что его известность при дворе и высокий кредит, которым пользовался его отец, помогут прервать переговоры, но ко времени прибытия сеньора д'Абержемана в столицу соглашение между королём и дофином уже было заключено.
Затем Гийом был направлен во Францию в качестве посла и представителя графа Савойи для заключения договора о сохранении мира между странами. В августе 1355 в Париже во дворце Сен-Поль он по представительству вступил от имени графа в брак с Бонной Бурбонской, дочерью герцога де Бурбона.
22 ноября 1358 произвёл обмен владениями с маркграфом Гийомом I Намюрским, сеньором Во и Вальроме, получив землю и сеньорию Маршис в обмен на несколько деревень. Граф Намюрский женился на Екатерине Савойской, наследнице Луи II Савойского, и Амедей VI поручил Гийому де Лабому организовать продажу сеньорий Во и Вальроме. В результате сделки, заключённой в июле 1359, было выручено 60 тыс. флоринов, из которых 12 тыс. досталось самому Гийому.
В 1360 году присутствовал на церемонии утверждения Амедеем VI в замке Риволи привилегий, данных Жаком Пьемонтским дворянству княжества. Вскоре между графом Савойи и князем Ахейским возобновился конфликт. Для решения споров были направлены Гийом де Лабом, Луи де Ривуар, сеньор де Домессен, и Жан де Раве, канцлер Савойи. 7 мая 1360 они договорились с представителями Пьемонта об обмене некоторыми территориями, но соглашение не смогло остановить начавшуюся войну. Гийом де Лабом последовал за своим сеньором и был смертельно ранен при осаде Кариньяно.
Был погребён своим отцом в церкви в Риволи.

## Семья
1-я жена (1348): Клеманс де Лапалю, дочь Пьера де Лапалю, сеньора де Варамбон, и Мари де Люрьё
Дети:
- Филибер де Лабом (ум. после 1393), рыцарь, сеньор де Монревель, Марбо, Абержеман, и прочее. Присутствовал при подписании брачного контракта Амедея VII с Бонной Беррийской в 1362 году, и был одним из свидетелей при реституции приданого этой принцессы 9.12.1376. Принёс оммаж за свои земли сеньору Бюже 27.10.1378, участвовал в войне с валезанами, предпринятой графом Савойским для восстановления у власти их епископа. В 1383 году участвовал в заключении трактата между графом Савойи и сеньором де Божё. Был холост, оставил двоих бастардов
- Беатриса де Лабом. Муж 1) (1350): Симон де Сент-Амур, сеньор де Сент-Амур во Франш-Конте; 2): Тристан де Шалон, сеньор де Шатобелен, Оржеле и Шаванн. После его смерти принесла 7.02.1367 графине Бургундской оммаж за сеньорию Шаванн. По завещанию 23.07.1375 назначила своими наследниками брата Филибера и дядю Этьена, бастарда де Лабома
- Аликс де Лабом. Муж 1) (1360): Жан де Корженон, сеньор де Мейона и Шомон; 2) (8.05.1362): Ги де Монлюель, сеньор де Шатийон и Шутан

2-я жена (1.06.1357): Константина Алеман, дама д'Обонн, дочь Юга Алемана, сеньора де Вальбонне, и Сибиль де Шатонёф. Вторым браком вышла за сеньора Франсуа де Сассенажа, и составила завещание  6.08.1376
Сын:
- Жан I де Лабом (ум. 01.1435), граф де Монревель, маршал Франции. Жена (1384): Жанна де Латур, дочь Антуана де Латура, сеньора де Латур-д'Иллен, и Жанны де Виллар